# Danîlivka, Volodarsk-Volînskîi
Danîlivka (în ucraineană Данилівка) este un sat în comuna Rîjanî din raionul Volodarsk-Volînskîi, regiunea Jîtomîr, Ucraina.

## Demografie
Componența lingvistică a localității Danîlivka
     Ucraineană (100%)
Conform recensământului din 2001, toată populația localității Danîlivka era vorbitoare de ucraineană (100%).